# Tinodes sigodanus
Tinodes sigodanus is een schietmot uit de familie Psychomyiidae. De soort komt voor in het Nearctisch gebied.